# 15372 Agrigento
15372 Agrigento è un asteroide della fascia principale. Scoperto nel 1996, presenta un'orbita caratterizzata da un semiasse maggiore pari a 3,4926809 UA e da un'eccentricità di 0,1069196, inclinata di 4,44455° rispetto all'eclittica.
L'asteroide è dedicato alla città italiana di Agrigento.